# نادي سانت لويس
نادي سانت لويس لكرة القدم (بالإنجليزية: Saint Louis FC )‏ كان فريق كرة قدم أمريكي أسس عام 2014 في مدينة سانت لويس في ولاية ميسوري الأمريكية ولعب في بطولة الدوري الامريكي (USL). تم حلّ النادي في عام 2020.

## وصلات خارجية
- الموقع الرسمي